# Chain of Desire
Chain of Desire è un film drammatico sentimentale americano del 1992 scritto e diretto da Temístocles López. È un rifacimento in chiave moderna del film Il piacere e l'amore (1950) di Max Ophüls. Il film è stato presentato al Torino Film Festival nel novembre 1992, ed è uscito negli Stati Uniti il 25 giugno 1993.

## Trama
Una serie di amanti amorosi non imparentati sono collegati da una catena di desiderio. Inizia quando una donna di nome Alma fugge da un potenziale amante. Corre in una chiesa, dove incontra un uomo di nome Jesus e alla fine fanno l'amore.
Jesus torna a casa dalla moglie Isa e fanno l'amore. Isa parte per un appuntamento con il dottor Buckley, con il quale ha una relazione. Buckley poi fa visita a Linda, una dominatrice. Linda torna a casa dal marito Hubert, un commentatore televisivo. Hubert fa sesso a sua insaputa con un adolescente maschio, Keith.
Keith viene presentato alla ballerina esotica Diana, che poi ha un'avventura con un artista molto più anziano, Mel. Torna a casa da una moglie arrabbiata, Cleo. E quella notte, tutte queste persone finiscono in una discoteca dove si esibisce Alma. Alma ha appena saputo che all'amante da cui è fuggita è stato diagnosticato l'AIDS.